# 993 (szám)
A 993 (római számmal: CMXCIII) egy természetes szám, félprím, a 3 és a 331 szorzata.

## A szám a matematikában
A tízes számrendszerbeli 993-as a kettes számrendszerben 1111100001, a nyolcas számrendszerben 1741, a tizenhatos számrendszerben 3E1 alakban írható fel.
A 993 páratlan szám, összetett szám, azon belül félprím, kanonikus alakban a 31 · 3311 szorzattal, normálalakban a 9,93 · 102 szorzattal írható fel. Négy osztója van a természetes számok halmazán, ezek növekvő sorrendben: 1, 3, 331 és 993.
A 993 négyzete 986 049, köbe 979 146 657, négyzetgyöke 31,51190, köbgyöke 9,97661, reciproka 0,0010070. A 993 egység sugarú kör kerülete 6239,20301 egység, területe 3 097 764,294 területegység; a 993 egység sugarú gömb térfogata 4 101 439 925,9 térfogategység.